# Polarrötelmaus
Die Polarrötelmaus (Myodes rutilus) ist eine Wühlmausart, die der Gattung der Rötelmäuse (Myodes) zugeordnet ist. 

## Merkmale
Mit einer Kopf-Rumpf-Länge von acht bis elf Zentimetern ist die Polarrötelmaus ähnlich groß wie die Rötelmaus (Myodes glareolus). Die Länge ihres dicht behaarten Schwanzes ist mit zwei bis vier Zentimetern in der Regel geringer als 40 Prozent der Körperlänge und damit kürzer als bei der Rötelmaus. Über das Schwanzende ragt ein auffälliger, aus überstehenden Endhaaren bestehender Pinsel fünf bis acht Millimeter hinaus.
Das Rückenfell der Polarrötelmaus ist deutlich röter als das der Rötelmaus. Die Flanken sind gelblichgrau gefärbt. Die Ohren sind mit elf bis 16 Millimetern groß bis mittelgroß. Ausgewachsene Polarrötelmäuse wiegen zehn bis 30 Gramm.

## Fortpflanzung
Die Fortpflanzung der Polarrötelmäuse findet von Anfang Mai bis Ende September statt. Bei zu hoher Populationsdichte wird der Fortpflanzungszeitraum aber bereits in der Sommermitte beendet. Die Weibchen aus den beiden ersten Würfen beteiligen sich meist schon an der Fortpflanzung. Aufgrund der Anstrengungen, die damit verbunden sind, überleben diese Tiere den Herbst nicht. Ebenso wenig die Weibchen aus dem Vorjahr, die nach bis zu drei Würfen sterben. Die Weibchen aus den späteren Würfen überwintern und vermehren sich erst im Folgejahr. Der erste Wurf ist meist kleiner als die folgenden. In der Regel kommen fünf bis sieben Junge zur Welt.

## Verbreitung

Verbreitungsgebiet der Polarrötelmaus

Das Verbreitungsgebiet der Polarrötelmaus erstreckt sich in der nördlichen Holarktis vom nördlichen Fennoskandien (Norwegen, Schweden und Finnland) über Sibirien und Alaska bis nach Kanada. Im eurasischen Teil des Verbreitungsgebietes verschiebt sich die südliche Verbreitungsgrenze von Westen nach Osten weiter nach Süden. Während die nördliche Verbreitungsgrenze nahezu auf dem gleichen Breitengrad bleibt. Im östlichen Asien hat das Verbreitungsgebiet auf Sachalin und Hokkaidō mit einer Nord-Süd-Ausdehnung vom 43. bis zum 73. Breitengrad die größte Breite.
In einigen Gebieten kommt die Polarrötelmaus gemeinsam mit der Rötelmaus (Myodes glareolus) vor. Während im Süden der gemeinsamen Verbreitungsgebiete die Rötelmaus dominiert, verschiebt sich das Verhältnis Richtung Norden zu Gunsten der Polarrötelmaus. In den gemeinsamen Verbreitungsgebieten mit der Graurötelmaus (Myodes rufocanus), wird die Polarrötelmaus von der Graurötelmaus so stark dominiert, dass die Polarrötelmaus bei hoher Graurötelmausdichte die Fortpflanzung einstellt. Erst wenn die Graurötelmausdichte im Spätsommer abnimmt, setzt die Fortpflanzung bei der Polarrötelmaus wieder ein.
Als Habitat bevorzugt die Polarrötelmaus meso- und eutrophe gras- und krautreiche Wälder. Nördlich der Fichtengrenze weicht die Polarrötelmaus auf flechtenreiche Kiefernwälder aus. In den Nadelwäldern bevorzugt sie moosreiche Standorte. In Sümpfen, auf Feldern oder in Schlägen ist sie selten zu finden. Die Polarrötelmaus gräbt kaum Gänge, sondern bevorzugt natürlich vorkommende Verstecke.

## Ernährung
Im Vergleich mit den anderen Rötelmausarten frisst die Polarrötelmaus deutlich mehr Samen und weniger Rinden und grüne Pflanzenteile. Von Beeren und den darin enthaltenen Samen frisst die Polarrötelmaus nur das Fruchtfleisch und das Sameninnere. Die Frucht- und Samenschalen verschmäht sie. Im Winter erklimmt die Polarrötelmaus Bäume und Sträucher und frisst dort Knospen und Flechten. Als Wintervorrat sammelt die Polarrötelmaus Samen, beispielsweise von Melampyrum-Arten (Wachtelweizen).

## Natürliche Feinde
Wie viele andere Kleinsäuger stellt die Polarrötelmaus ein beliebtes Beutetier für viele Beutegreifer dar. Daher ist sie in der Zeit des Tag-Nacht-Wechsels nachtaktiv. Während des Dauerlichtes im arktischen Hochsommer, siehe Polartag, treten ganztägig Wachphasen auf.